# Osvaldo Velloso
Pour les articles homonymes, voir Velloso et Barros.
Osvaldo Velloso de Barros, appelé aussi tout simplement Velloso est un footballeur international brésilien, né le 25 septembre 1908 à Corumbá et mort le 8 août 1996 à Rio de Janeiro. Il évolue au poste de gardien de but du milieu des années 1920 au milieu des années 1930. Après des débuts au Baianais Tennis, il fait l'essentiel de sa carrière au Fluminense FC.
Il compte trois sélections en équipe nationale et dispute la Coupe du monde 1930.

## Biographie
Velloso commence sa carrière au Baianais Tennis, club basé à Salvador et remporte le titre de champion de Bahia en 1927. Il rejoint Rio de Janeiro en 1928 et devient le gardien du Fluminense FC. Durant ces sept ans au club, il dispute 92 rencontres dont 22 sans encaisser de buts. Il fait partie des 20 meilleurs gardiens de l'histoire du Fluminense.
En 1930, il connaît sa première sélection en équipe nationale et, est un des deux gardiens de la Seleçao en Uruguay pendant la Coupe du monde 1930, en tant que remplaçant du gardien titulaire Joel.
Après sa carrière de joueur, il intègre le conseil d'administration du club et, est le directeur sportif du club en 1951 lorsque le Fluminense remporte le championnat de l’État sans perdre la moindre rencontre.

## Palmarès
Velloso remporte, avec le Baianais Tennis, le championnat Baiano en 1927.
Il compte trois sélections en équipe nationale, dispute la Coupe du monde 1930, et gagne la Copa Rio Branco en 1931.